# Cambrian Medieval Celtic Studies
Cambrian Medieval Celtic Studies, ранее (в 1981—1992) Cambridge Medieval Celtic Studies (сокращённо CMCS), рус. «Кембриджские», позднее «Камбрийские средневековые кельтские исследования» — научный журнал, посвящённый кельтологии, истории кельтских языков и истории античной и раннесредневековой Британии. Выходит два раза в год — летом и зимой. Основан в 1981 году под названием Cambridge Medieval Celtic Studies Патриком Симсом-Уильямсом. В 1993 году название было изменено на Cambrian Medieval Celtic Studies; с этого времени журнал издаётся не в Кембридже, а в валлийском университетском центре Аберистуит; при этом сокращённое название журнала осталось неизменным. П. Симс-Уильямс является главным редактором журнала до настоящего времени.
В последнее десятилетие стали издаваться монографии — приложения к журналу.
1. ↑   Helen McKee, The Cambridge Juvencus manuscript glossed in Latin, Old Welsh, and Old Irish: Text and Commentary (2000), Marged Haycock, Legendary Poems from the Book of Taliesin (2007).